# Almenara (tiểu vùng)
Almenara là một tiểu vùng thuộc bang Minas Gerais, Brasil. Tiều vùng này có diện tích 15452 km², dân số năm 2007 là 174150 người.